# いちごの入ったソーダ水
『いちごの入ったソーダ水』（いちごのはいったソーダすい）は、荒井チェリーによる日本の4コマ漫画作品。芳文社の『まんがタイムきららMAX』にて、2012年11月号から2018年3月号にかけて連載された。他の荒井チェリー作品でも登場しているお嬢様学校「迷迭香（）女学院」を舞台にした作品。

## あらすじ
中学時代までやんちゃしていた女の子が、母親の再婚（玉の輿）により良い家柄の子になったため、お嬢様学校の高等部に進学する羽目になってしまった。周りがお嬢様ばかりの環境の中、果たして無事に過ごしていけるのか……？

## 登場人物

### 文芸部
花泉 月（はないずみ るな）
本作の主人公。中学生時代は後輩の杏奈や咲太郎からは「姉御」と慕われ、それ以外にも「姉さん」「皇帝」「ルドルフ」などの名で呼ばれていた。
自分の名前がいわゆる「キラキラネーム」であるため最初の内は他人に名乗ることを躊躇しており、名字で押し通そうとするも結局は名前で呼ばれることになってしまった。
意外と面倒見が良く、母1人子1人の生活であったため炊事・洗濯は当然のように行う。こひめに対する世話の焼きっぷりから「お母さん」と呼ばれたこともあった。
咲太郎から「女子高＝百合」であることを吹き込まれてからは挙動不審な言動が目立つようになったが雛菊や転から「深く考えすぎ」と諭されて以降はあまり気にしなくなる。
内部生には無い見た目の凛々しさと言動から女生徒から多大な人気を集め、代打で出た文化祭の演劇では行列ができるほどの人気を得る。
やんちゃしていた影響か運動神経は抜群で体験入部でも注目の的になる活躍を見せるも「気楽にやるならともかく期待されてとか重いのムリ」と真面目に取り組むことには苦手意識を見せる。
その後は再婚した母の出産も有り、2年生からは寮を退寮、実家から迷迭香女学院に通うことになる。
文芸部内でのペンネームは「いちご」。
御代田 こひめ（みよた こひめ）
月と同じ迷迭香女学院の外部生。御代田島から来たお嬢様で入学当初は1人で何もできず、月に付きっ切りで世話をしてもらっていたほど。
純粋を絵に描いたような存在で相手の発した言葉の裏の意味を理解できなかったり、好意をストレートに伝えたりする。
親からスマホを渡されていたが操作に不慣れで月に指摘されるまで充電の存在にすら気づかなかった。
迷迭香で生活していく中で徐々に成長していき、最終的には自分で起床する以外のことは大体できるようになる。
「三度のメシより二度寝が好き」と自堕落だったり、月が母親から「るーちゃん」と呼ばれたのを気に入って本人が嫌がってもそう呼ぶなどSっ気があることがうかがえる。
文芸部では副部長、月のファンクラブ会長に就任。文芸部内でのペンネームは「がんも」。
2年生からは月との相部屋から個人部屋に引っ越す。
剣持 雛菊（けんもち ひなぎく）
月とこひめの最初の友達である迷迭香内部生。
迷迭香の男性教師である堤福助とは幼馴染で彼に片思いをしており、「花嫁修業」と称して弁当を欠かさず作っている。
大人っぽく見られたい願望を持っているが子ども扱いされるイジられかたをされる。
文芸部内でのペンネームは「だいふく」。
眉村 転（まゆむら うたた）
迷迭香内部生で感情をあまり表に出さない物静かな性格。大声を出した時は月にも「そんな大きい声、初めて聞いた」と驚かれるほど。
一見すると何でもできるように見えるが裁縫が苦手で「女子力が足りない」と自虐することも。
本を読む、書くことが好きだが文章力は今どきの学生レベルで設定を積み込み過ぎて真夜子に「完結しないパターン」と心の中で突っ込まれた。
後に月とこひめに後押しされて賞に応募するなどの行動を始めるようになった。
母方の叔母は「髑髏薔薇 艶」で転自身もサークルの売り子として手伝っている。
文芸部内でのペンネームは「腸念転」。
九重 真夜子（ここのえ まやこ）
月たちのクラスの担任で文芸部顧問。
迷迭香の卒業生でその見た目などからこひめから「大人の女性」として尊敬されているがその実は汚部屋の主であり、重度のBL好きでもある。
月たちの思い付きに流されたり、その行動から振り回されたりすることもあるが最終的には何だかんだ言って付き合っている。
髑髏薔薇を深く敬愛しており、彼女の作品は欠かさず集めているが本人を前にすると途端に行動できなくなってしまう。

### 迷迭香
関口 乃々華（せきぐち ののか）
声 - M・A・O（『三者三葉』アニメ版）
月たちのクラスで委員長を務める女子生徒。演劇部所属。
典型的なお嬢様キャラではあるが成金であるため、普段の口調は歳相応である。彼女の縦ロールはこひめのお気に入り。
月に対しては校則違反の面から何かと突っかかるが軽くあしらわれている。
『三者三葉』の西川葉子や『せいなるめぐみ』の刑部聖と中等部時代の学友だった三人娘の一人。両作品で登場自体はしていたが、名前は本作で明らかになった。
堤 福助（つつみ ふくすけ）
迷迭香男子教員。
雛菊とは幼馴染で彼女から「福ちゃん」と呼ばれている。
雛菊曰く「年下には興味が無い」。「女体盛りが好き」と言うこともあったがその直後に「（そういうのが好き）とでも言っておけばいいかな」と言っているので本心は不明。
扇屋 桔梗（おうぎや ききょう）
迷迭香風紀委員長。2年生。
指導態度から「厳しい」と噂されているがその中身は熱狂的な月のファンできっかけは文化祭での演劇だった。舞台好き。
「制服はきちんと正しく着るべきである」を信条としており、特に月には「校則違反のパーカーはやめて、制服を着てほしい」と思っているが行動の1つ1つが裏目に出てはショックを受けている。
匿名の手紙の件からこひめのファンクラブに「幽霊会員」として所属することになり、こひめに自分の好きな舞台の原作本を貸したりする仲になった。
碓氷（うすい）
迷迭香風紀委員。1年生。
桔梗の後輩で彼女の指導方針を正しいと信じて疑わない性格。また、彼女の行動を都合よく解釈したりもする。
こひめからは「お母さんっぽいかも」という印象を抱かれている。

### 親族・後輩
湊 咲太郎（みなと さくたろう）
月の中学時代からの後輩。
いわゆる「百合好き」で月が迷迭香に通うと知ってからは何とかして百合好きに目覚めさせようと奮闘している。
月から近況を聞いてはそれらを勝手に百合に当てはめて興奮しては制裁を食らっている。
当初は「朝起きたら女の子になっているかもしれない」という理由で髪の毛を伸ばして金髪にしていたが後に「綺麗な咲太郎」として黒髪に戻して、眼鏡をかけるようになった。
小山田 杏奈（おやまだ あんな）
月の中学時代からの後輩。
月に助けられて以来、彼女を強く慕うようになり、迷迭香に通うことを知ってからは激しくショックを受けていた。
彼女の周りに彼女を慕う者が集まることを危惧しており、自身も迷迭香に入るべく黒髪・眼鏡の真面目風になるのだが性根が性根なのでなかなか実行に移せないでいた。
こひめの母
こひめの母で御代田島に住んでいる。
月が警戒するほどの厳しそうな見た目だが中身は彼女に負けず劣らずの世間知らずでこひめが島外で成長した証を知っては喜んだり悲しんだりと感情表現が激しい。
薗部 茅（そのべ かや）
御代田家の家政婦でこひめの世話役。
温厚そうな見た目だが月から「ちょいちょい失礼っスよね」と言われるほど慇懃無礼。
こひめの父から「御代田家以外では首になっている」とも。
花泉 るか
月の母親。
玉の輿に乗り、現在は新しい夫と生活している。月の名前を付けたのも彼女。
高校時代に月を産み、「姉妹のようだ」と言われるほど似ている。
作中では妊娠しており、最終的に月の弟の「太陽」を出産することとなる。
髑髏薔薇（どくろばら）
転の叔母で小説家。本名は「田中つづり」。
小説家として表に出る際はかなり派手なイメージの服装だが、普段はおとなしめの格好をしている。
著作は「俺の恋人は淫乱ラガーマン」。

## 書誌情報
- 荒井チェリー『いちごの入ったソーダ水』芳文社〈まんがタイムKRコミックス〉、全4巻
  1. 2014年4月11日発行（2014年3月27日発売）、ISBN 978-4-8322-4423-8
  2. 2015年11月11日発行（2015年10月27日発売）、ISBN 978-4-8322-4628-7
  3. 2017年1月27日発売、ISBN 978-4-8322-4797-0
  4. 2018年3月27日発売、ISBN 978-4-8322-4930-1